# Índice de precios al consumidor

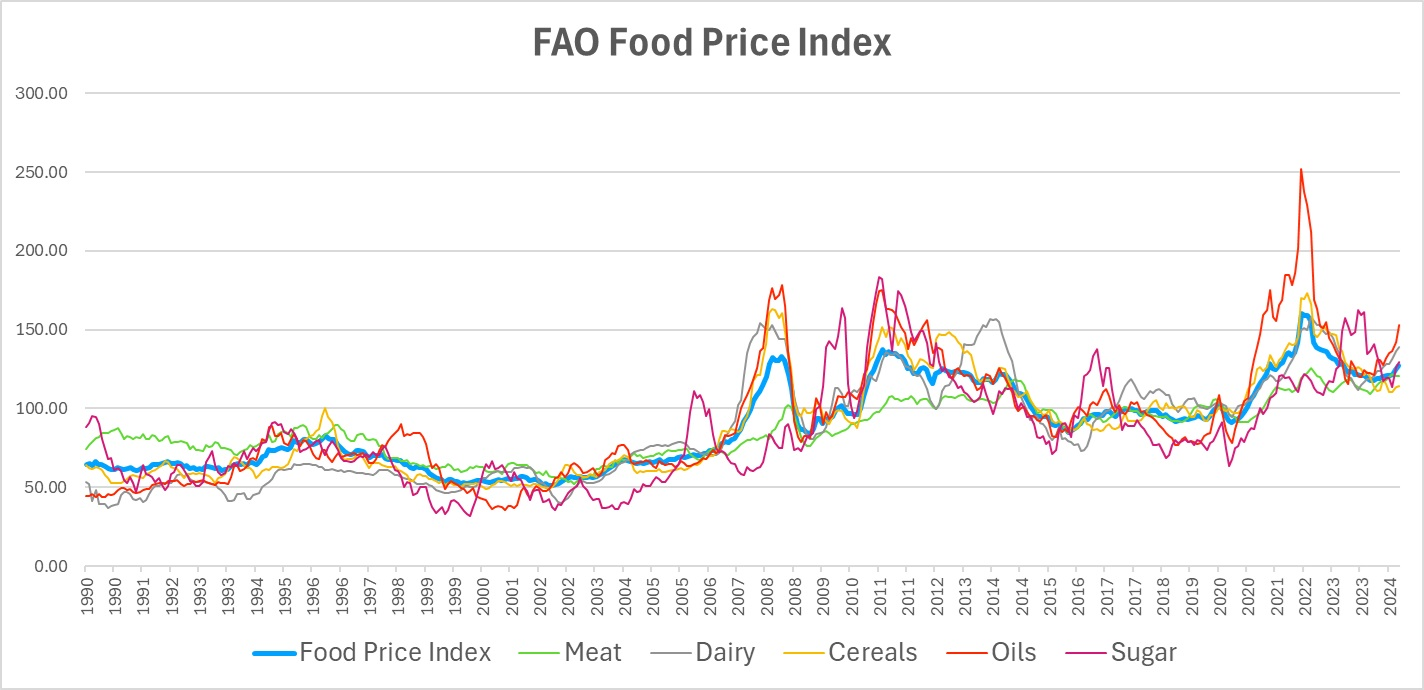
Índice de precios al consumidor de alimentos entre 1990 - 2024 realizado por la FAO

El índice de precios al consumidor o índice de precios de consumo (comúnmente llamado por su sigla IPC) es un índice económico en el que se valoran los precios de un determinado conjunto de bienes y servicios (conocido como «canasta familiar» o «Canasta básica de alimentos) determinando sobre la base de la encuesta continua de presupuestos familiares (también llamada «encuesta de gastos de los hogares»), que una cantidad de consumidores adquiere de manera regular, y la variación con respecto del precio de cada uno, respecto de una muestra anterior. Mide los cambios en el nivel de precios de una canasta de bienes y servicios de consumo adquiridos por los hogares.
Se trata de un porcentaje que puede ser positivo (lo que indica un incremento de los precios) o negativo (que refleja una caída de los precios). 
Es un indicador muy utilizado por los gobiernos para medir la inflación.

## Características
Se asume que todo IPC debería ser:
- Representativo y confiable, tomando la muestra de manera aleatoria y que cubra la mayor población posible, en determinada área.
- Comparable, tanto temporalmente como espacialmente, con otros IPC de otros países o períodos en un mismo país.

## Usos del IPC
El objetivo es medir la evolución de los precios de los bienes y servicios representativos de los gastos de consumo de los hogares de una región. Los usos que se le suelen dar son:
- Indicador de inflación (sabiendo que el IPC no incluye los precios de los consumos intermedios de las empresas ni de los bienes exportados).
- Deflactor de las cuentas nacionales (o contabilidad nacional) y de otras estadísticas.
- Estimador del costo de vida (sabiendo que el IPC no puede ser un índice de costo de vida por tener grandes diferencias con él).
- Se usa también para invocar las cláusulas de revisión salarial.

Por lo general vemos que los préstamos solicitados en variadas instituciones financieras se reflejan en UF o UTM, ya que el IPC también reajustará a tales indicadores, por lo que será más fácilmente reflejado el efecto de la inflación en dichas deudas.

## Críticas al IPC
Las principales críticas que se suelen mencionar con respecto al IPC (y a todo índice de precios) son generalmente las siguientes:
- Riesgo de sustitución: los índices de precios, al usar una cesta base fija definida en el periodo base no tiene en cuenta las sustituciones de bienes que realizan los consumidores como respuesta a cambios de precios. Esta crítica se basa en la confusión de pretender que un IPC sea un coste de vida.
- No incorpora la introducción de nuevos bienes hasta que se efectúe una actualización en la cesta de productos.
- No incorpora cambios en la calidad. Tampoco es cierto en todos los países.
- No incorpora una medición del precio de la vivienda en propiedad.
- Pueden variar los resultados si no se realizan debidamente las encuestas.
- No tiene en cuenta la economía sumergida.

Estas son las más comunes. Sin embargo, no son aplicables a los IPC de todos los países. Cada país publica en oportunidad del cambio de base del IPC una metodología donde se detalla cómo resuelven estos y otros problemas. La mayoría de los países sigue las recomendaciones internacionales entre las que se destacan las del manual de la Organización Internacional del Trabajo.

## IPC por país

### Europa (IPCA)
El año 2002 es el periodo base del nuevo sistema en vigor en la Unión Europea: esto implica que todos los índices que se van calculando posteriormente estarán referidos a este año.
Los países que han ingresado en la Unión Europea han perdido en parte la flexibilidad de diseñar sus propios índices y deben hacerlo de acuerdo a las normas del Banco Central Europeo. El índice de acuerdo con estas normas se calcula en España desde 1997 y se denomina IPCA (IPC Armonizado).

### España
El cálculo del IPC en España lo elabora mensualmente el Instituto Nacional de Estadística y se publica a mediados del mes siguiente al que se realiza el cálculo de acuerdo a un calendario de publicación de datos elaborado anualmente. El INE publica datos tanto de IPC General como específicos de bienes o servicios concretos y regionales. Los IPC específicos son agregados de acuerdo a criterios de ponderación establecidos por el INE en el IPC General.
Evolución anual de la tasa de crecimiento del IPC General en España, es decir, evolución de la inflación. El IPC es un número índice (índice de precios al consumo) que tiene un recorrido entre 100 (valor de la base y por encima o debajo de 100 según los precios suban o bajen). Nunca nos podemos referir a un índice en términos porcentuales, eso corresponde a la variación del índice. La variación del IPC es una forma de calcular la inflación, que son los datos que se muestran a continuación (variación anual en diciembre del año de referencia):
- IPC 1995: 4,32 %
- IPC 1996: 3,21 %
- IPC 1997: 2,02 %
- IPC 1998: 1,41 %
- IPC 1999: 2,92 %
- IPC 2000: 3,96 %
- IPC 2001: 2,71 %
- IPC 2002: 4,00 %
- IPC 2003: 2,60 %
- IPC 2004: 3,23 %
- IPC 2005: 3,74 %
- IPC 2006: 2,67 %
- IPC 2007: 4,22 %
- IPC 2008: 1,43 %
- IPC 2009: 0,79 %
- IPC 2010: 2,99 %
- IPC 2011: 2,38 %
- IPC 2012: 2,87 %
- IPC 2013: 0,25 %
- IPC 2014: -1,04 %
- IPC 2015: 0,02 %[3]
- IPC 2016: 1,57 %[4]
- IPC 2017: 1,11 %[5]
- IPC 2018: 1,18 %
- IPC 2019: 0,79 %
- IPC 2020: -0,5 %
- IPC 2021: 6,5 %
- IPC 2022: 5,7 %
- IPC 2023: 3,5 %
- IPC 2024: 2,8 %

| IPC General en España desde 1995 hasta 2019 |
|                                             |
| Referencia:                                 |

### Estados Unidos
| Año  | Inflación |
| ---- | --------- |
| 2007 | 4,19 %    |
| 2008 | 0,10 %    |
| 2009 | 2,70 %    |
| 2010 | 1,50 %    |
| 2011 | 2,962 %   |
| 2012 | 1,74 %    |

### México (INPC)
En México, el INPC (índice nacional de precios al consumidor) es publicado por el INEGI.

### Venezuela (INPC)
| Año            | Inflación |
| -------------- | --------- |
| 2000           | 10,76 %   |
| 2001           | 12,30 %   |
| 2002           | 31,25 %   |
| 2003           | 15,77 %   |
| 2004           | 19,20 %   |
| 2005           | 14,36 %   |
| 2006           | 16,97 %   |
| 2007           | 22,46 %   |
| 2008           | 31,90 %   |
| 2009           | 26,91 %   |
| 2010           | 27,36 %   |
| 2011           | 27,60 %   |
| 2012           | 20,10 %   |
| 2013           | 56,20 %   |
| 2014           | 68,50 %   |
| 2015           | 180,9 %   |
| 2016           | 550 %     |
| 2017           | 2616 %    |
| 2018 (octubre) | 833 997 % |